# Melithaea cinquemiglia
Melithaea cinquemiglia is een zachte koraalsoort uit de familie Melithaeidae. De koraalsoort komt uit het geslacht Melithaea. Melithaea cinquemiglia werd in 1999 voor het eerst wetenschappelijk beschreven door Grasshoff. 